# Stavba brez ogrevanja
Stavba brez ogrevanja ali skoraj nič ogrevana stavba (ang. nearly zero heating building, nZHB) je stavba s skoraj ničelno potrebo po ogrevanju. Ta je opredeljena kot {\displaystyle Q'_{NH}}, ki je manjša od 3 kWh/m2. Namenjena je za uporabo na območjih, kjer sezona kurjenja obsega večji del leta. Njen cilj je nadomestiti neto nič-energijske stavbe oziroma skoraj nič-energijske stavbe (SNES), ki so zdaj predlagane kot standard ogrevanja v EU. Zgradbe z ničelnim ogrevanjem naslavljajo pomanjkljivosti o potrebi po sezonskem shranjevanju energije in ozke možnosti oblikovanja videza.

## Koncept in pristop

### Problem sezonskega shranjevanja energije
Na območjih z veliko potrebo po ogrevanju nastajajo problemi z zapolnitvijo z obnovljivo energijo, saj je v kurilni sezoni (predvsem pozimi) premalo sončeve energije. Zato se večina urbaniziranih področij napaja na osnovi fosilnih goriv. Za zadovoljevanje zimskih potreb naj bi zadostovalo že okrog 2000 TWh sezonske shrambe energije. Samo v Nemčiji nastaja potreba po shrambi električne energije, skupno okrog 40 TWh.  S tem stavba brez ogrevanja izniči večje spremembe družbenih infrastruktur. 

### Stavba brez ogrevanja kot nadaljevanje pasivne hiše
Stavbe z ničelnim ogrevanjem so zgrajene kot pasivne hiše, toda dodana jim je štirislojna zasteklitev. Če se {\displaystyle U} vrednost približa 0.3 W/(m2K), se potreba po ogrevanju skoraj izniči.   S to energetsko prednostjo, hiša ne potrebuje več zimskih energetskih rezerv. Zato lahko zgradbe, ki so narejene po teh načelih, odstranijo centralno ogrevanje in to nadomestijo z pomožnim v prezračevalnem sistemu.
Leta 1995 je Wolfgang Feist dokazal, da je mogoče z {\displaystyle U} vrednostjo zasteklitve 0.3 W/(m2K) zgradbe brez ogrevanja uresničiti. Prva stavba (skoraj) brez ogrevanja je poslovna stavba je bila zgrajena v Rakverej v Estoniji leta 2014.   Od leta 2015 je na podlagi nove zasteklitve z ultra nizko {\displaystyle U}-vrednostjo zgrajenih več primerov. 

### Nadaljnji razvoj stavbe z ničelnim ogrevanjem
Hiša je ena izmed boljših tržno sprejemljivih rešitev problema ublažitve CO2 med sezonskim shranjevanjem energije. Opustijo se lahko ogrevalne naprave in modulirano zunanje senčenje, toda ta prehod iz senčil na stroškovno učinkovitejšo večplastno zasteklitev z sončno-zaščitnim steklom nekoliko poveča potrebo po hlajenju. Stavba mora biti zasnovana z potrebo po hlajenju {\displaystyle Q'_{NC}} v mislih, ki je manj kot 20 kWh/(m2a) za poslovne in manj kot 15 kWh/(m2a) za druge stavbe. Zaradi vseh učinkov, lahko stavbo opremimo še z PV in tako stavba postane zimsko energetsko pozitivna. Ostale porabnike je mogoče sinhronizirati s sončnim ogrevanjem, pri čemer je količina proizvedene fotonapetostne energije zadostna za pokrivanje potrebe za hlajenje.

## Standardi in stroški gradnje
Leta 2020 so partnerji Reflex, Fakulteta za strojništvo v Ljubljani, Passivhaus Institut, Talinska univerza za tehnologijo (TalTech) in Norveška univerza za znanost in tehnologijo (NTNU) ustanovili konzorcij, ki se ukvarja s standardizacijo, razvojem in promocijo stavb z ničelnim ogrevanjem. 
Štirikratna zasteklitev kot glavni dodatek pasivni hiši je cena trojne zasteklitve in še ene vmesne steklene plošče pri približno 10 EUR/m2. Ker štirikratne izolacijske enote omogočajo, da je vrednost {\displaystyle U} zasteklitve manjša od 0,4 W/(m2K), lahko zunanje modulirano senčenje in njegove znatne stroške izpustimo brez izgube energijske učinkovitosti. Cenovna realnost je trenutno drugačna. Ker ni dolgoročnih izkušenj, smernic za oblikovanje in uveljavljenega ocenjevalnega standarda, obstaja težnja, da se štirikratne zasteklitve tržijo po vsoti stroška štirikratnega stekla in stroška trojnega, za vsak primer, če bi se pozneje kaj zalomilo ali zahtevalo zamenjavo zasteklitve stavbe.

## Lastnosti zgradb brez ogrevanja

### Analiza tržnosti
Tržna nezanimivost energetsko učinkovitih stavb in neučinkovitost integriranega pristopa k načrtovanju sta glavna vzroka za majhen prodor energetsko učinkovitih stavb na trg. V primerjavi z zgolj osredotočanjem na povečanje energetske učinkovitosti se kot pristop k zmanjšanju povpraševanja po energiji v gradbenem sektorju predlaga povečanje števila energetsko učinkovitih stavb z boljšo tržnostjo z izboljšanjem njihovih estetskih lastnosti ( produktna diferenciacija ). Dosedanji empirični dokazi jasno kažejo, da je izboljšanje estetskih lastnosti in oblikovanja oken lahko dodaten pristop k premagovanju sedanjih tržnih ovir, kot so visoki začetni stroški, nizka tržna vrednost in pomanjkanje tržnega povpraševanja po energetsko učinkovitih stavbah.  Raziskava je opredelila povečano površino zasteklitve kot glavno produktno diferenciacijo arhitekturnih izdelkov. Če funkcije, kot so stroški vzdrževanja, zanesljivost storitve in udobje najemnika ne prepričajo, so nekatere posebne značilnosti še kakovost zraka v zaprtih prostorih, distribucija naravne svetlobe in kroženje svežega zraka. 

### Svoboda oblikovanja
Zaradi izjemno nizkih {\displaystyle U}-vrednosti zastekljene površine zaradi energetskih potreb niso omejene. Skoraj nič energijsko stavbo, SNES (ang. nZEB) lahko izvedemo s 100% zastekljenimi stenami.  S tem se odstranijo nekatere omejitve, ki jih nalagajo dvojne in trojne zasteklitve. Najpomembneje je, da stavbe brez ogrevanja ni treba namensko graditi kot pasivno sončno stavbo.

### Ugodje bivanja
Dobro počutje stanovalcev v stavbi je pomemben parameter, ki ga določa okoljska kakovost notranjosti. Omejen vizualni stik z okolico ter bivanje in delo z minimalno dnevno svetlobo so pogosto posledica dinamičnega senčenja sonca. Večplastna zasteklitev, nasprotno, ponuja neprekinjen stik z okoljem. Sezonsko selektivni sončni dobitki  ponujajo poletno udobje, medtem ko sistemska {\displaystyle U} vrednost približno 0,4 W/(m2K) pozimi ponuja skoraj ničelno potrebo po ogrevanju tudi v Skandinaviji. Nizka sistemska vrednost {\displaystyle U} ohranja temperature v stavbi skozi celo leto na enaki ravni. Poleg tega se okoli panoramske zasteklitve ustvari območje brez hladnega spuščanja zraka.

## Poglej tudi
- Pasivne sončne zgradbe
- Izolacija stavbe
- Ohišje brez ogljičnega odtisa
- Pasivna hiša